# Nagroda im. Elizy Orzeszkowej

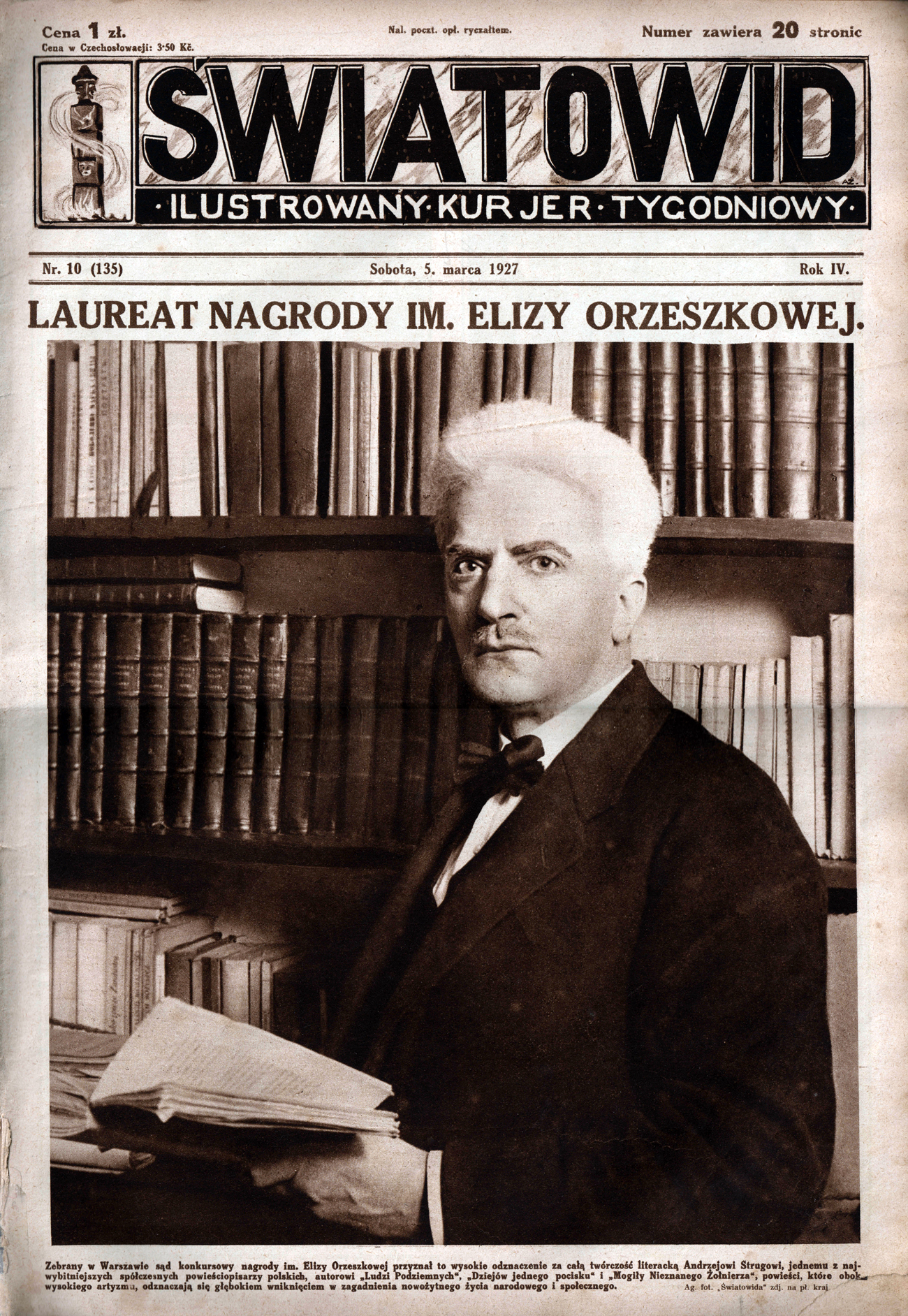
Okładka dziennika "Światowid" z marca 1927 z informacją o przyznaniu nagrody

Nagroda im. Elizy Orzeszkowej – przyznawana w Polsce w okresie międzywojennym nagroda literacka ustanowiona przez Towarzystwo Literatów i Dziennikarzy Polskich w Warszawie.
W kwietniu 1914 r. członkowie byłego komitetu jubileuszowego Elizy Orzeszkowej postanowili, że z sum złożonych dla uczczenia pisarki utworzony zostanie fundusz żelazny przy Kasie Literackiej. Z odsetek tego funduszu wypłacano nagrodę za najwybitniejsze dzieło literackie w języku polskim, ogłoszone w ciągu ostatnich dwóch lat, bądź za całą działalność literacką kandydata.
Nagroda miała charakter stricte narodowy, dla literatów Polaków. Regulamin stanowił, że nie może być dzielona i przyznawana będzie w pierwszych dniach kwietnia począwszy od 1916 r. Na dwa miesiące wcześniej prezes Komitetu Kasy Literackiej zwoływał członków komitetu zasiadających w zarządzie stowarzyszenia. Wyniki ogłaszano za pośrednictwem warszawskich dzienników.
Do laureatów nagrody należeli m.in.:
- 1916 Wacław Sieroszewski[3]
- 1918 Wiktor Gomulicki
- 1924 Stefan Żeromski
- 1927 Andrzej Strug
- 1932 Maciej Wierzbiński
- 1934 Maria Rodziewiczówna
- 1938 Wacław Gąsiorowski